# F50 (classe de catamaran)
Pour les articles homonymes, voir F50.
Le F50 est une classe monotype de catamaran à foils utilisé dans le circuit de courses SailGP. 
Le F50 est basé sur les bateaux AC50 et la technologie utilisée dans la Coupe de l'America. Le F50 est la classe de voilier de course la plus rapide de l’histoire, avec des vitesses dépassant les 50 nœuds.

## Description
Trois bateaux de la Coupe de l'America 2017 ont été convertis pour se conformer à une nouvelle règle monotype appelée F50, basée sur des coques et des composants d'AC50, afin de créer le nouveau circuit de course en flotte SailGP. 
De nouveaux bateaux ont été construits par Core Builders Composites à Warkworth, en Nouvelle-Zélande, afin de constituer une flotte de quatre bateaux avec des équipages américain, australien, britannique et français, ainsi que deux autres bateaux représentant la Chine et le Japon, en 2021 la Chine n'a pas participé au circuit Sailgp, mais le Danemark et l´Espagne ont rejoint la saison 2. En saison 3, la Suisse devrait également participer. 
Les bateaux utilisent une voile de type aile rigide à deux éléments et un foc. Deux sections amovibles dans l’aile permettent d’atteindre une hauteur de mât de 18, 24, ou 29m, en fonction des conditions de vent. Dans les courses SailGP, la hauteur du mât et le foc sont sélectionnés par le comité de course.  
À l'exception du tablier d'aile (qui est contrôlé par deux moulins à café, pièces d'accastillage reliées à un winch sur un voilier moderne), tous les réglages sont à commandes hydrauliques, alimentées par des moteurs électriques et des batteries. Cela inclut le contrôle actif de la hauteur de tous les appendices, le réglage de l'incidence des foils, le soulèvement et l’abaissement de la dérive et le réglage du foc. Ces dispositifs permettent de réduire l'équipage à cinq marins. 
La largeur du bateau a été augmentée à 8,8 m  par rapport aux AC50 afin d’assurer plus de stabilité. 
Les bateaux possèdent un équipage de cinq personnes : un barreur, un régleur, un contrôleur de vol et deux grinders. Afin de se concentrer sur la tactique, le barreur est déchargé des commandes par un membre d'équipage dédié, semblable au système d'équipage unique de Team New Zealand lors de la Coupe de l'America 2017. Pendant la course, l'équipage se trouve dans la coque au vent. 
Les bateaux constituent une classe de développement monotype. Cependant, contrairement à la plupart des classes de voilure monotype, qui ont des règles fixes, les bateaux F50 sont constamment développés et des modifications sont appliquées simultanément sur tous les bateaux. Cela empêche la course technologique, tout en permettant des améliorations de performances.